# Yvonne Hackenbroch
Yvonne Alix Hackenbroch (geboren 27. April 1912 in Frankfurt am Main; gestorben 7. September 2012 in London) war eine deutsch-US-amerikanische Kunsthistorikerin.

## Leben
Yvonne Hackenbroch war eine von drei Töchtern des Frankfurter Kunsthändlers Zacharias Max Hackenbroch (1884–1937) und der Clementine Schwarzschild (1888–1984), ihr Vater gehörte zu einem Konsortium, das 1929 den sogenannten Welfenschatz erwarb. Hackenbroch besuchte das Lyceum der Viktoriaschule und machte 1931 Abitur am Oberlyceum der Elisabethenschule in Frankfurt. Sie studierte danach Kunstgeschichte in Frankfurt und München, wo sie 1936 bei Hans Jantzen promoviert wurde. Als Jüdin war ihr aus rassistischen Gründen der weitere wissenschaftliche Berufsweg in Deutschland verwehrt, und sie emigrierte 1937 nach England.
In London fand sie eine Beschäftigung im British Museum als Hilfskraft bei der Bergung des archäologischen Fundes von Sutton Hoo. 1944 beriet sie das Filmteam für Heinrich V. bei der Auswahl der Juwelen für die Kostüme der Protagonisten. Hackenbroch ging 1946 nach Toronto und bearbeitete die Lee Fareham Collection der University of Toronto.
Ab 1949 katalogisierte sie im Metropolitan Museum of Art in New York die Kunstsammlung von Irwin Untermyer, woraus sechs voluminöse Bände entstanden. Sie blieb danach bis zu ihrem Ruhestand 1982 beim Metropolitan Museum als Kuratorin für europäische Skulptur und Kunstgewerbe. Hackenbroch erhielt die US-amerikanische Staatsbürgerschaft. Die Samuel H. Kress Foundation gewährte ihr ein Stipendium für die Arbeit an ihrem 1979 erschienenen Standardwerk Renaissance Jewellery. Im Alter zog Hackenbroich zurück nach London. Im Jahr 1989 erhielt sie das Bundesverdienstkreuz.

## Schriften (Auswahl)
- Italienisches Email des frühen Mittelalters. Holbein-Verlag, Basel, Leipzig 1938 (Dissertation).
- The Irwin Untermyer collection. Harvard University Press, Cambridge, Mass. / Thames and Hudson, London 1956–1963.
  - Band 1: Meissen and other continental porcelain, faience and enamel in the Irwin Untermyer collection. 1956
  - Band 2: Chelsea and other English porcelain, pottery and enamel in the Irwin Untermyer collection. 1957.
  - Band 3: English furniture with some furniture of other countries in the Irwin Untermyer Collection. 1958.
  - Band 4: English and other needlework, tapestries and textiles in the Irwin Untermyer collection. 1960.
  - Band 5: Bronzes, other metalwork and sculpture in the Irwin Untermyer collection. 1962.
  - Band 6: English and other silver in the Irwin Untermyer collection. 1963.
- Renaissance Jewellery. Sotheby Parke Bernet, London 1979.